# ميراث ذوي الأرحام
ذوو الأرحام أو: ميراث ذوي الأرحام أو: إرث ذوي الأرحام أو: توريث ذوي الأرحام أحد أبواب المواريث في الفقه الإسلامي، وغالبا ما يكون ملحقا في آخر أبواب فقه المواريث. وذوو الأرحام في اللغة: أقرباء الميت أو: كل ذي قرابة مطلقا، وفي الاصطلاح هم: «كل قريب للميت، ليس ذا سهم ولا عصبة» أو: «كل ذي قرابة ليس بذي فرض ولا عصبة»، أي: أنهم كل قريب غير وارث، لا بالفرض ولا بالتعصيب، وهم: من ينتمي إلى فروع الميت أو أصوله، مثل: أولا البنات، والأجداد والجدات غير الوارثين، والأخوال والخالات والعمات، ومن أدلى بهؤلاء، وإنما يرثون عند عدم وجود وارث بالفرض ولا بالتعصيب. وممن قال بعدم توريثهم: زيد ابن ثابت، ومالك والشافعي، وقال بتوريثهم عدد من الصحابة، والتابعين، والحنفية، وأصحاب مذهب التنزيل، وأصحاب مذهب أهل القرابة، كما أن من فقهاء الشافعية من قال بتوريثهم. واتفقت الأقوال على عدم توريثهم عند وجود وارث بالفرض أو بالتعصيب، ووقوع الخلاف إنما هو بسبب من هو أولى منهم في الاستحقاق. وللقول بتوريث ذوي الأرحام ثلاث طرق: طريقة مذهب أهل القرابة يعدونهم كالعصبات، وطريقة أهل التنزيل، يجعلون كل ذي رحم في منزلة من أدلى به من الوارثين، وطريقة مذهب أهل الرحم، يورثونهم بالتسوية.

## تعريف
ذوو الأرحام بالمعنى اللغوي: ذوو القرابة، بمعنى: كل ذي قرابة مطلقا. قال ابن الأثير: ذوو الرحم هم الأقارب، ويقع على كل من يجمع بينك وبينه نسب.
والأرحام جمع رحم، مشتق من الرحمة بمعنى: الرقة والتعطف، والرحم بمعنى: رحم الأنثى، وكلمة: رحم مؤنثة، قال ابن بري: شاهد تأنيث الرحم قولهم: «رحم معقومة» أي: لا تلد.
قال ابن سيده: الرحم والرحم بيت منبت الولد ووعاؤه في البطن. قال ابن منظور: «والجمع أرحام، لا يكسر على غير ذلك». والرحم في اللغة أيضا بمعنى: أسباب القرابة، وأصلها الرحم التي هي منبت الولد، وهي الرحم. قال الجوهري: الرحم القرابة، والرحم بالكسر مثله
قال الأعشى:
قال ابن بري: ومثله لقيل بن عمرو بن الهجيم:
قال: وبهذا البيت سمي بليلا، وأنشد ابن سيده:
</ref>
فذو الرحم في اللغة: كل ذي قرابة مطلقا. وسبب التسمية بذلك: أن ذوي القرابة تجمعهم صلة قربى من جهة الأمهات، فنسبة الفروع إلى الأصول، وترتبط بهما الحواشي، وكلهم يرجعون إلى المنبت الذي يجمعهم وهو أرحام الأمهات. وذو الرحم بالمعنى الاصطلاحي هو: «كل قريب ليس بذي سهم ولا عصبة».
قال في كنز الدقائق «وذو الرحم، وهو قريب ليس بذي سهم ولا عصبة.» فذو القرابة إما أن يكون من أصحاب الفروض، أو من العصبات، وإما أن يكون من غير هذين النوعين وهو: ذوو الرحم، فهو نوع ثالث من أنواع القرابة، والقول بتوريثه إنما يكون عند عدم وجود النوعين السابقين. قال النووي: «كل قريب ليس بذي فرض ولا عصبة، وهم: أبو الأم وكل جد وجدة ساقطين، وأولاد البنات، وبنات الإخوة، وأولاد الأخوات، وبنو الإخوة لأم، والعم لأم، وبنات الأعمام، والعمات، والأخوال، والخالات.» وعدهم بعض العلماء عشرة، ومنهم من يفصل الجد عن الجدة، ومنهم من يزيد على ذلك، والمقصود لا يختلف. قال النووي: «وهؤلاء لا يرثون بالرحم شيئا على الصحيح». قال ابن قدامة المقدسي: «وهم الأقارب الذين لا فرض لهم ولا تعصيب، وهم أحد عشر حيزا: ولد البنات، وولد الأخوات، وبنات الإخوة، وولد الإخوة من الأم، والعمات من جميع الجهات، والعم من الأم، والأخوال، والخالات، وبنات الأعمام، والجد أبو الأم، وكل جدة أدلت بأب بين أمين، أو بأب أعلى من الجد. فهؤلاء ومن أدلى بهم يسمون ذوي الأرحام.»
وعددهم عشرة، أو أحد عشر، أو أكثر، ولا فرق بين ذلك، فالمعدود واحد، وهم بالتفصيل كالتالي:
| 1. أولاد البنات. 2. أولاد بنات الابن. 3. أولاد الأخوات مطلقا. 4. بنات الإخوة لغير أم وبنات بنيهم. 5. أولاد الإخوة لأم. 6. بنات الأعمام لغير أم وبنات بنيهم. | 1. الأعمام لأم مطلقا، سواء أكانوا أعمام الميت، أو أعمام أبيه، أو أعمام جده. 2. العمات مطلقا. 3. الأخوال 4. الخالات مطلقا. 5. الأجداد الرحميون، والجدات الرحميات من قبل الأب. 6. الأجداد لأم، والجدات السواقط من قبل الأم. |

### أصناف ذوي الأرحام
الصنف الأول: فرع الميت المدلي إليه بواسطة الأنثى، وهم نوعان: النوع الأول: أولاد البنات، وإن نزلوا، ذكورا كانوا أو إناثا، والأولاد جمع ولد، والمقصود به ما يشمل الأبناء والبنات. والنوع الثاني: أولاد بنات الابن وإن نزلوا، ذكورا كانوا أو وإناثا.
الصنف الثاني: أصل الميت المدلي بأنثى، وهو نوعان: النوع الأول: الأجداد الرحميون، وهم: كل جد غير صحيح وإن علا، مثل أب الأم، أوأب أب الأم. والنوع الثاني: الجدات الرحميات، وهن كل جدة غير صحيحة وإن علت، مثل أم أب الأم، وأم أم أب الأم.
الصنف الثالث: فرع أبوي الميت، وهو ثلاثة أنواع: النوع الأول: أولاد الأخوات مطلقا، وإن نزلوا. والمقصود بالأولاد: الأبناء والبنات، مطلقا أي: من جهة الأبوين أو أحدهما، فيشمل: أبناء الأخوات لأبوين، أو لأب أو لأم، وبنات الأخوات لأبوين أو لأب أو لأم. مثل: ابن الأخت، وبنت الأخت، وابن بنت الأخت، وبنت ابن الأخت وإن نزلوا.
النوع الثاني: بنات الإخوة مطلقا، وإن نزلوا، أي: بنات الأخ الشقيق، وبنات الأخ لأب، وأيضا: أبناء بنات الأخ الشقيق، أو لأب وإن نزلوا.
النوع الثالث: أولاد الإخوة لأم وإن نزلوا، أي: أبناء الأخ لأم، وبنات الأخ لأم، وأيضا: بنات ابن الأخ لأم، وأبناء بنات الأخ لأم وإن نزلوا.
الصنف الرابع: فروع أحد أجداد الميت أو جداته، ويشمل: الأعمام لأم، والعمات مطلقا، والأخوال والخالات مطلقا، وأولاد من سبق وإن نزلوا، وبنات أعمام الميت، وبنات أبناء الأعمام وإن نزلوا، وأعمام أب الميت لأم، وأعمامه، وأخواله، وخالاته جميعا، وهؤلاء من جهة الأب.
وأعمام أم الميت وعماتها وأخوالها وخالاتها جميعا، وهؤلاء من جهة الأم، وأولاد من ذكروا في السابق وإن نزلوا. وأعمام أب أب الميت لأم وعماته، وأخواله وخالاته، وأعمام أم أب الميت وعماتها وأخوالها وخالاتها، أولاد هؤلاء وإن نزلوا.
وذكر في كتاب الدر المختار، وغيره من كتب الحنفية: أن ذوي الأرحام أربعة أصناف هم: «جزء الميت ثم أصله ثم جزء أبويه ثم جزء جديه أو جدتيه.» على هذا النحو:
1. جزء الميت وهم: أولاد البنات وأولاد بنات الابن وإن سفلوا.
2. أصله وهم: الجد الفاسد والجدات الفاسدات وإن علوا
3. جزء أبويه وهم: أولاد الأخوات لأبوين أو لأب وأولاد الإخوة والأخوات لأم وبنات الإخوة لأبوين أو لأب وإن نزلوا.[ملاحظة 1]
4. جزء جديه أو جدتيه وهم: الأخوال والخالات والأعمام لأم والعمات وبنات الأعمام وأولاد هؤلاء، ثم عمات الآباء والأمهات وأخوالهم وخالاتهم وأعمام الآباء لأم وأعمام الأمهات كلهم وأولاد هؤلاء وإن بعدوا بالعلو أو السفول ويقدم الأقرب في كل صنف.[1]

ذكر في البحر الرائق مثل هذا وأضاف تقسيما آخر هو:
1. صنف ينتمي إلى الميت وهو: أولاد البنات، ذكورا أو إناثا.
2. صنف ينتمي إليه الميت كالجد الفاسد والجدات الفاسدات.
3. صنف ينتمي إلى أبوي الميت كبنات الإخوة لأب وأم أو لأب، وأولاد الأخوات كلها.
4. صنف ينتمي إلى جدي الميت كالأعمام لأب وأم لأب.
5. صنف ينتمي إلى أبوي جدي الميت، وهو أعمام الأب وعماته وأخواله وخالاته وأعمام الأم كلهم وعماتها وأخوالها وخالاتها وأولادهم.[4]

## حكم توريثهم
قي التوريث يعطى لصاحب الفرض فرضه، وما بقي للعصبة، ولا شيء لذي الرحم مع وجود قريب وارث، فلو ترك الميت زوجة وابنا وخالا؛ فللزوجة فرض الثمن، وللابن الباقي تعصيبا، ولا شيء للخال؛ لأنه من ذوي الأرحام، وذوو الأرحام ليسوا وارثين بالفرض ولا بالتعصيب، لكن إذا لم يترك الميت وارثا بالفرض ولا يالتعصيب؛ فللعلماء تفاصيل في توريث ذوي الأرحام. والقول بتوريث ذوي الأرحام لا يكون إلا عند عدم وجود وارث بالفرض، ولا بالتعصيب.
لتوريث ذوي الأرحام من حيث الحكم عند العلماء حالتان: باعتبار أنه إما أن يوجد مستحق للميراث غيرهم، وإما ألا يوجد، ففي الحالة الأولى وهي عند وجود مستحق للإرث غيرهم من أصحاب الفروض أو العصبات: فلا يرث ذوو الأرحام؛ لأن جميع نصوص الشرع الإسلامي تدل على ذلك، وهذا باتقاق المسلمين. وفي الحالة الثانية وهي عند عدم وجود مستحق للإرث مع ذوي الأرحام، وهذه الحالة هي التي وقع فيها الاختلاف، وسبب الخلاف في توريثهم مبني على الخلاف في حكم توريث بيت المال عند عدم انتظامه. ويكون الحكم في صورتين أولاهما: فيمن مات ولم يكن له وارث من أصحاب الفروض، ولا من العصبات. وثانيهما: فيمن مات ولم يخلف إلا ذا فرض لا يستغرق، أي: أنه بقي من المال شيء، ولا عاصب يستحقه، ويتلخص الحكم فيمن لا واراث له، أو كان له وارث بالفرض فقط، وبقي من المال شيء بعد أخذ أصحاب الفروض فروضهم، وللعلماء في هاتين الصورتين مذهبان أحدهما: عدم توريث ذوي الأرحام، بناء على أن المال يرجع إلى بيت المال، فهو وارث من لا وارث له. وثانيهما: توريث ذوي الأرحام، على تفصيل في هذا وهو: أن من لا وارث له بالفرض ولا من العصبات إلا بيت المال؛ فوارثه بيت المال، وإذا لم يكن بيت المال مستقيما؛ فلا يرثه، بل يكون ميراث بالرد على أصحاب الفروض، فإذا لم يوجد من يرد عليه؛ ورثه ذوو الأرحام. قال المزني وابن سريج: إن لم يخلف الميت إلا ذا فرض لا يستغرق رد الباقي عليه، إلا الزوج والزوجة فلا رد عليهما، فإن لم يخلف ذا فرض ولا عصبة؛ ورث ذوو الأرحام. وذكر النووي في الروضة: أن القول بعدم توريث ذوي الأحام، إنما يكون فيما إذا استقام بيت المال، فقال: «وقولنا: إن الصحيح أنهم لا يرثون ولا يرد، هو فيما إذا استقام أمر بيت المال.»

### أقوال العلماء
مذهب زيد ابن ثابت: لا ميراث لذوي الأرحام، بل يوضع في بيت المال، وبهذا قال مالك والشافعي. قال في البحر الرائق: «أن كثيرا من أصحاب الشافعي منهم شريح خالفوه وذهبوا إلى توريث ذوي الأرحام وهو اختيار فقهائهم للفتوى في زماننا لفساد بيت المال فصرفه في غير المصارف.»
روي القول بتوريثهم عن عمر بن الخطاب، وبه قال عمر بن عبد العزيز، وطاوس، وعلقمة، ومسروق، وأهل الكوفة، والأوزاعي وابن جرير. وذكر في المبسوط: أن من قال بتوريثهم من الصحابة: علي بن أبي طالب وابن مسعود وابن عباس في أشهر الروايات عنه ومعاذ ابن جبل وأبو الدرداء وأبو عبيدة بن الجراح، ومن قال بأنهم لا يرثون زيد بن ثابت وابن عباس في رواية عنه. وممن قال بتوريثهم من التابعين: شريح والحسن وابن سيرين وعطاء ومجاهد، وممن قال إنهم لا يرثون سعيد بن المسيب وسعيد ابن جبير. وأما الفقهاء فممن قال بتوريثهم أبو حنيفة وأبو يوسف ومحمد وزفر وعيسى ابن أبان وأهل التنزيل، وممن قال لا يرثون سفيان الثوري ومالك والشافعي.

### الأدلة
استدل القائلون بعدم توريث ذوي الأرحام بنصوص الكتاب والسنة، حيث لم يذكر فيها توريث ذوي الأرحام، فلم يذكر توريهم في آيات المواريث، وقد قال الله تعالى: "وما كان ربك نسيا" وقالوا: أن توريثهم لا يثبت بخبر الواحد والقياس. وحديث: «سئل رسول الله صلى الله عليه وسلم عن ميراث العمة والخالة قال: نزل جبريل عليه السلام وأخبرني أن لا ميراث للعمة والخالة» وحديث: "خرج رسول الله صلى الله عليه وسلم إلى قباء يستخير الله تعالى في ميراث العمة والخالة فنزل عليه الوحي: أن لا ميراث لهما". واستدل القائلون بتوريث ذوي الأرحام بقول الله تعالى: "وأولو الأرحام بعضهم أولى ببعض في كتاب الله". وأولوية الاستحقاق بالوصف العام، وأولوية الاستحقاق بالوصف الخاص هم: ذوو الفروض والعصبات، فيقدم ذوو الاستحقاق بالوصف الخاص، فإن لم يوجدوا؛ انتقلت الأولوية لذوي الاستحقاق بالوصف العام، وثبوت ذلك لا يعارض نصوص الشرع. ففي حق من ينعدم فيه الوصف الخاص يثبت الاستحقاق بالوصف العام فلا يكون ذلك زيادة على كتاب الله وفي الحديث: "قال النبي صلى الله عليه وسلم: "الله ورسوله مولى من لا مولى له، والخال وارث من لا وارث له". وفي رواية: "الخال وارث من لا وارث له يرثه ويعقل عنه" ولما مات ثابت بن الدحداح رضي الله عنه قال رسول الله صلى الله عليه وسلم لقيس بن عاصم المنقري: هل تعرفون له فيكم شيئا؟ فقال: إنه كان فينا ميتا فلا نعرف له فينا إلا ابن أخت، فجعل رسول الله صلى الله عليه وسلم ميراثه لابن أخته أي: لخاله ابن عبد الله المنذر. وفسروا ما ورد من الأحاديث الدالة على عدم توريث العمة والخال بأنه محمول على ما إذا وجد صاحب فرض أو عصبة.
«عن سهل بن حنيف أن رجلا رمى رجلا بسهم فقتله، ولم يترك إلا خالا، فكتب فيه أبو عبيدة إلى عمر، فكتب إليه عمر: إني سمعت رسول الله صلى الله عليه وسلم يقول: الخال وارث من لا وارث له.» رواه الإمام أحمد بسنده، قال الترمذي: هذا حديث حسن.
وروى المقداد: «عن النبي صلى الله عليه وسلم أنه قال: الخال وارث من لا وارث له، يعقل عنه، ويرثه.» أخرجه أبو داود. وفي لفظ: «مولى من لا مولى له، يعقل عنه، ويفك عانيه». وقال سعيد: حدثنا أبو شهاب، عن محمد بن إسحاق، عن محمد بن يحيى بن حبان، عن عمه واسع بن حبان قال: «توفي ثابت ابن الدحداحة، ولم يدع وارثا ولا عصبة، فرفع شأنه إلى رسول الله ﷺ فدفع رسول الله ﷺ ماله إلى ابن أخته أبي لبابة بن عبد المنذر.» ورواه أبو عبيد في: الأموال، إلا أنه قال: ولم يخلف إلا ابنة أخ له، فقضى النبي صلى الله عليه وسلم بميراثه لابنة أخيه.
ولأنه ذو قرابة فيرث كذوي الفروض وذلك لأنه ساوى الناس في الإسلام، وزاد عليهم بالقرابة، فكان أولى بماله منهم.

#### مراحل التشريع
كان التوارث في ابتداء الإسلام قبل الهجرة بالحلف، وهو التعاقد بين رجلين على النصرة والولاء والتوراث وغيره، فكان الرجل يقول للرجل: دمي دمك، ومالي مالك، تنصرني وأنصرك، وترثني وأرثك. فيتعاقدان الحلف بينهما على ذلك، فيتوارثان به دون القرابة، وقد كان هذا سائدا قبل ظهور الإسلام، واستمر الأمر على هذا بعد ظهور الإسلام، إلى ما قبل الهجرة. ويدل على ذلك قول الله تعالى: ﴿والذين عقدت أيمانكم فآتوهم نصيبهم.﴾ وبعد الهجرة من مكة إلى المدينة، التي كانت مفروضة على المسلمين في فترة محددة، انتهت بعام فتح مكة: نسخ حكم التوارث بالنصرة، وصار التوارث بالإسلام والهجرة، فمن هاجر وكان له ولد، ولم يهاجر ورثه المهاجرون دونه، ويدل على ذلك قول الله تعالى: ﴿والذين آمنوا ولم يهاجروا ما لكم من ولايتهم من شيء حتى يهاجروا.﴾ ثم نسخ ذلك بقول الله تعالى: ﴿وأولوا الأرحام بعضهم أولى ببعض في كتاب الله.﴾
فكان التوارث بين المسلمين أولا بالنصرة، ثم بالإسلام والهجرة، ثم بالإسلام والهجرة والرحم. معنى قوله تعالى: ﴿وأولوا الأرحام بعضهم أولى ببعض في كتاب الله من المؤمنين والمهاجرين.﴾ وأولوا الأرحام الذين كانوا يتوارثون بالهجرة، يرث بعضهم من بعض، هم أولى بميراث بعض، من المؤمنين والمهاجرين، بمعنى: أن المؤمنين المهاجرين الذين جمعتهم قرابة الرحم أولى بميراث بعضهم بعضا؛ لاجتماع الهجرة والإيمان والرحم، فهم بذلك أولى بالتوارث ممن كان توريثه بالهجرة والإيمان دون الرحم. روى ابن جرير بسنده عن قتادة قال: «لبث المسلمون زمانا يتوارثون بالهجرة، والأعرابي المسلم لا يرث من المهاجرين شيئا، فأنزل الله هذه الآية، فخلط المؤمنين بعضهم ببعض، فصارت المواريث بالملل.» روى ابن جرير بسنده عن يونس عن ابن وهب قال: قال ابن زيد في قوله: «وأولوا الأرحام بعضهم أولى ببعض في كتاب الله من المؤمنين والمهاجرين إلا أن تفعلوا إلى أوليائكم معروفا» «قال: كان النبي ﷺ قد آخى بين المهاجرين والأنصار أول ما كانت الهجرة، وكانوا يتوارثون على ذلك، وقال الله: ﴿ولكل جعلنا موالي مما ترك الوالدان والأقربون والذين عقدت أيمانكم فآتوهم نصيبهم.﴾» قال: إذا لم يأت رحم لهذا يحول دونهم، قال: فكان هذا أولا فقال الله: ﴿إلا أن تفعلوا إلى أوليائكم معروفا.﴾ يقول: إلا أن توصوا لهم، ﴿كان ذلك في الكتاب مسطورا.﴾ أن أولي الأرحام بعضهم أولى ببعض في كتاب الله، قال: وكان المؤمنون والمهاجرون لا يتوارثون إن كانوا أولي رحم، حتى يهاجروا إلى المدينة، وقرأ قال الله: ﴿والذين آمنوا ولم يهاجروا ما لكم من ولايتهم من شيء حتى يهاجروا.﴾ إلى قوله: ﴿وفساد كبير.﴾ فكانوا لا يتوارثون، حتى إذا كان عام الفتح، انقطعت الهجرة، وكثر الإسلام، وكان لا يقبل من أحد أن يكون على الذي كان عليه النبي ومن معه إلا أن يهاجر؛ قال: «وقال رسول الله ﷺ لمن بعث: «اغدوا على اسم الله لا تغلوا ولا تولوا، ادعوهم إلى الإسلام، فإن أجابوكم فاقبلوا وادعوهم إلى الهجرة، فإن هاجروا معكم، فلهم ما لكم، وعليهم ما عليكم، فإن أبوا ولم يهاجروا واختاروا دارهم فأقروهم فيها، فهم كالأعراب تجري عليهم أحكام الإسلام، وليس لهم في هذا الفيء نصيب». قال: فلما جاء الفتح، وانقطعت الهجرة: «قال رسول الله صلى الله عليه وسلم: "لا هجرة بعد الفتح"» وكثر الإسلام وتوارث الناس على الأرحام حيث كانوا، ونسخ ذلك الذي كان بين المؤمنين والمهاجرين، وكان لهم في الفيء نصيب، وإن أقاموا وأبوا، وكان حقهم في الإسلام واحد، المهاجر وغير المهاجر والبدوي وكل أحد حين جاء الفتح.

## مراتب التوريث
يقدم أصحاب الفروض، فإن بقي من المال شيء فللعصبات، يقدم الأولى فالأولى حسب ترتيب جهات العصوبة، وهي مراتب أولها العصوبة بالنسب، وهي: الفروع ثم الأصول ثم الحواشي، ثم عصوبة الولاء، ثم عصوبة بيت المال، ثم يكون التوريث بالرد على ذوي الفروض، فإن لم يوجد من يرد عليه؛ انقل التوريث إلى ذوي الأرحام، على تفاصيل في ذلك.

### بيت المال
بيت المال بمعنى: الجهة العامة التي تختص بالشؤون المالية. واللفظ مركب من جزءين بيت مال. وتعد بيت المال آخر جهة من جهات العصوبة، وجهات العصوبة ثلاثة أصناف مرتبة، يقدم في التوريث صاحب الجهة المقدمة، وهي: النسب يقدم به الفروع ثم الأصول ثم الحواشي، يليه الولاء، ثم بيت المال. فتوريث بيت المال إنما يرث عند عدم وجود وارث بفرض مستغرق، ولا من عصبات النسب والولاء.

### الرد
الرد أحد أبواب فقه المواريث، هو: «إعطاء ما بقي من السهام في المسألة لوارث ذي فرض عدا الزوجين، عند عدم وجود معصب». فهو عكس العول، بمعنى أنه زيادة في الأنصباء ونقص في السهام، أما العول؛ فهو زيادة السهام ونقص في الأنصباء. ويكون التوريث بطريق الرد في المسائل التي يوجد فيها سهام زائدة بعد توريث أصحاب الفروض، ولا عاصب يستحق هذه الزيادة. ويختص الرد بالمسائل التي يكون فيها: موت من لا وارث له إلا بفرض غير مستغرق؛ لأن الرد لا يكون إلا على وارث بالفرض عدا الزوجين. فبعد أخذ صاحب الفرض فرضة، يرد الباقي عليهم، عند ما لا يوجد في المسألة وارث بالتعصيب؛ لأن العاصب يأخذ الباقي بعد أصحاب الفروض.
مثال: بنت وأم. للبنت النصف ومخرجه اثنان، وللأم السدس ومخرجه ستة، أصل المسألة ستة، للبنت النصف وهو ثلاثة، وللأم السدس وهو واحد، المجموع= أربعة من ستة، والباقي اثنان يرد على البنت والأم لكل منهما بقدر ما يستحقة بالفرض، ويراعى في مسائل الرد الاختصار ما أمكن، ويمكن في هذه الحالة الاختصار في القسمة، ولا حاجة للتطويل، وتكون المسألة مقتطعة من أربعة مباشرة، فتعطى البنت ثلاثة، وتعطى الأم واحدا، وترجع المسألة إلى أربعة. فيكون نصيب البنت بالرد ثلاثة أرباع، أي: ما نسبته نصف ونصف النصف، ونصيب الأم بالرد ربع، أي: ما نسبته سدس ونصف السدس. تأخذ كل واحدة بقدر نسبة ما تأخذه بالفرض.

#### الرد وذوو الأرحام
الرد في فقه المواريث بمعنى: أن يرجع باقي المال في مسألة التوريث على أصحاب الفروض سوى الزوجين، عند عدم وجود معصب. والتوريث بالرد: أسبق من توريث ذوي الأرحام، فلا يرث ذو الرحم إلا عند عدم وجود من يرد عليه.
ومن مات وترك مالا، ولا وارث له بالتعصيب، ولا بالفرض يستغرق المال؛ فيه وجهان أحدهما: أنه لا يرد المال على ذوي الفروض إن وجدوا، ولا يصرف لذوي الأرحام، وسبب ذلك؛ أن المال حينئذ للمسلمين، فلا يسقط بفوات نائبهم، ذكر النووي أن هذا أصح القولين عند أبي حامد وأبي إسحاق الشيرازي، صاحب المهذب. والثاني: أنه يرد على ذوي الفروض، إن أمكن ذلك، ويصرف إلى ذوي الأرحام، وسبب ذلك؛ أن المال مصروف إليهم أو إلى بيت المال بالإجماع، فإذا تعذر أحدهما تعين الآخر، وهذا القول هو الذي عليه الفتوى عند كبار متأخري الشافعية، واختاره ابن كج، ورجحه النووي في الروضة وقال: «قلت: هذا الثاني هو الأصح أو الصحيح عند محققي أصحابنا.»  وذكر أن مذهب الشافعي في منع توريثهم إنما هو محمول على ما إذا استقام بيت المال.
قال النووي: الصحيح الذي عليه جمهور من قال من أصحابنا بتوريث ذوي الأرحام: أنه يصرف إلى جميعهم على سبيل الميراث. وذكر تفصيل ذلك في الباب الثامن في كيفية توريثهم والرد.

### شروط التوريث
يشترط لتوريث ذوي الأرحام عدم وجود من هو أولى بالإرث منهم، بمعنى: ألا يوجد ذو سهم مستغرق، ولا عصبة، فالعاصب يأخذ جميع المال، إذا انفرد، أو الباقي بعد أصحاب الفروض، وذو السهم أي: صاحب الفرض يأخذ فرضه المقدر له، فإن بقي شيء فللعصبات، وإلا فيرد البافي على ذوي الفروض سوى الزوجين.
أولوية استحقاق الميراث لأصحاب الفروض، ثم العصبات، ولا يرث ذوو الأرحام مع وجود مستحق الميراث، وتختلف أحوال التوريث باختلاف أحوال مستحقي الإرث، والذين يمكن أن يخلفهم الميت إما أن يكونوا من الوارثين بالفرض أو بالتعصيب، أو ذوو رحم، فإذا اجتمعت هذه الثلاثة الأصناف؛ فالميراث لذوي الفروض والباقي للعصبات، ولا يرث ذوو الأرحام في هذه الحالة بالإجماع، وإذا لم يوجد صاحب فرض؛ أخذ الوارث بالتعصيب جميع المال، ولا شيء لذوي الأرحام في هذه الحالة بالإجماع، وإذا لم يوجد أحد من العصبات؛ فإما أن يوجد وارث بالفرض، أو ذو رحم، أو كلاهما معا، فيقدم صاحب الفرض على كل الأحوال، فيعطى كل ذي فرض فرضه أولا، فإن بقي من المال شيء، ولا عاصب يستحقه؛ رجع ذلك الباقي إلى الورثة بطريق الرد، ويكون الرد على جميع الوارثين بالفرض سوى الزوجين. وإذا اجتمع وارث بالفرض، وذو رحم؛ فالمال لذوي الفروض بالفرض، والباقي إن وجد يرد على ذوي الفروض عدا الزوجين، ولاشيء لذوي الأرحام في هذه الحالة، فإذا لم يوجد في المسألة من يرد عليه الباقي، أو لم يوجد صاحب فرض ولا عصبة؛ ففي هاتين الحالتين يكون توريث ذوي الأرحام. فيشترط لتوريث ذوي الأرحام ما يلي:
1. عدم وجود وارث بالتعصيب، بمعنى: أن القول بتوريث ذوي الأرحام لا يكون إلا عند عدم وجود مستحق للإرث بالتعصيب.
2. عدم وجود من يرد عليه المال من أصحاب الفروض.

قال في البحر الرائق: وفي الكافي: وأجمعوا على أن ذوي الأرحام لا يحجبون بالزوج والزوجة أي يرثون معها فيعطى الزوج أو الزوجة نصيبه، ثم يقسم الباقي بين ذوي الأرحام. مثاله زوج وبنت بنت وخالة وبنت عم فللزوج النصف، والباقي لبنت البنت.

## مذاهب العلماء في كيفية توريث ذوي الأرحام
لتوريث ذوي الأرحام في مذاهب القائلين بتوريثهم كيفيتان أحداهما: على مذهب أهل التنزيل، وثانيهما: على مذهب أهل القرابة، بالإضافة إلى مذاهب أخرى منها: مذهب أهل الرحم.
1. مذهب أهل التنزيل وهو المرجح عند متأخري الشافعية، والمختار عند الحنابلة، ويسمى: (مذهب أهل التنزيل)، وهو: تنزيل المدلي منزلة المدلى به في الاستحقاق.
2. مذهب أهل القرابة وهو: توريهم باعتبار القرابة كالتعصيب، وهو قول الحنفية، وأحد وجهين عند من قال بتوريث ذوي الأرحام من الشافعية، وفي قول عند أحمد، ويسمى: (مذهب أهل القرابة). وهو: أن يأخذ الواحد من أي صنف كان جميع المال إذا انفرد، أو ما بقي بعد فرض أحد الزوجين.
3. مذهب أهل الرحم ويسمى: مذهب التسوية، أو: (مذهب أهل الرحم)، وهو: التسوية بين القريب والبعيد بلا تنزيل. والمذهبان الأولان هما المشهوران، وعليهما العمل عند أكثر العلماء. فلو مات من لا وارث له بتعصيب، ولا بفرض، وترك بنت بنت، وبنت أخ لأبوين؛ فعلى مذهب أهل التنزيل: المال بينهما نصفان، فبنت البنت بمزلة البنت، وبنت الأخ بمنزلة الأخ الذي هو أبوها، فكأن الميت مات عن بنت وأخ، وعلى مذهب أهل القرابة: المال لبنت البنت تعصيبا؛ لأنها ذات جهة أقرب من بنت الأخ، فتقدم عليها ولا شيء لبنت الأخ، وعلى مذهب أهل الرحم: المال بينهما نصفان بالتسوية، من غير اعتبار التنزيل، فيختلف عن مذهب أهل التنزيل فيما إذا وجد مثلا: بنت بنت، وبنت أخ لأبوين، وبنت أخت لأبوين، فعلى مذهب أهل الرحم: التسوية في قسمة المال بين الثلاثة أثلاثا، لكل واحد منهم ثلث، بلا تفضيل، وعلى مذهب أهل التنزيل: لبنت البنت النصف، ولبنت الأخ ثلثي النصف، ولبنت الأخت الباقي وهو ثلث النصف، فالمسألة من ستة، لبنت البنت النصف وهو: ثلاثة من ستة، ولبنت الأخ اثنان، ولبنت الأخت واحد من ستة، فكأن الميت مات عن بنت وأخ وأخت، وعلى مذهب أهل القرابة فالمال كله لبنت البنت في هذه المسألة أيضا.[13][14]

### مذهب أهل التنزيل
مذهب أهل التنزيل هو مذهب العلماء القائلين بتوريث ذوي الأرحام بطريق التنزيل، وهم متفقون مع علماء المذاهب الأخرى على مبدأ التوريث وهو: أن ذوي الأرحام لا يرثون إلا بشرط عدم وجود وارث بالتعصيب، وعدم وجود وارث بالفرض، أو بالرد سوى الزوجين، والتنزيل هو: جعل ذي الرحم في التوريث بمنزلة الوارث الذي أدلى به، والمقصود به الواسطة بينه وبين الميت، فمثلا: إذا مات شخص وليس له وارث سوى بنت بنته، فهي ذات رحم، والواسطة بين هذا الميت وبين بنت بنته هي: (بنت الميت)، التي هي: (أم ذات الرحم)، فبنت البنت تدلي بالبنت، وتنزل منزلتها في التوريث، وهكذا ينزل كل ذي رحم منزلة من أدلى به، ويقوم مقامه في التوريث عند استيفاء الشروط. قال البهوتي في تعريف مذهب أهل التنزيل: وهو أن تجعل كل شخص من ذوي الأرحام بمنزلة من أدلى به من الورثة، ثم تجعل نصيب كل وارث بفرض أو تعصيب لمن أدلى به.
فأولاد البنات أي: الأبناء والبنات، وإن نزلوا في الدرجة: ينزلون منزلة البنات. وأولاد بنات الابن أي: الذكور والإناث منهم وإن نزلوا ينزلون منزلة بنات الابن. وينزل ولد الأخوات منزلة أمهاتهم، سواء كن شقيقات أو لأب أو لأم. وبنات الإخوة لأبوين أو لأب أو لأم كالإخوة، سواء كانوا أشقاء أو لأب أو لأم. وبنات الأعمام لأبوين أو لأب كالأعمام لأبوين أو لأب. وبنات بني الإخوة بمنزلة بني الإخوة. وبنات بني الأعمام بمنزلة بني الأعمام.
وأولاد الإخوة من الأم ذكورا كانوا أو إناثا كآبائهم، أي: بمنزلة الإخوة لأم. والأخوال والخالات بمنزلة الأم. والجد أبو الأم كالأم. والعمات مطلقا كالأب. والعم من الأم كالأب
- أبو أم أب وأبو أم أم وأخواتهما مطلقا وأختاهما كذلك وأم أبي جد بمنزلتهم.

مسألة: بنت بنت وبنت عم، أصل المسألة اثنان، لبنت البنت النصف، ولبنت العم الباقي.

#### أصناف ذوي الأرحام
| أصناف ذوي الأرحام: 1. فرع الميت المدلي إليه بواسطة الأنثى، وهم نوعان: 1. أولاد البنات، وإن نزلوا، ذكورا كانوا أو إناثا. 2. أولاد بنات الابن وإن نزلوا، ذكورا كانوا أو وإناثا. | 1. أصل الميت المدلي بأنثى، ذكرا كان أو أنثى، وهو نوعان: 1. الأجداد الرحميون، وهم: كل جد غير صحيح وإن علا، مثل أب الأم، أوأب أب الأم. 2. الجدات الرحميات، وهن كل جدة غير صحيحة وإن علت، مثل أم أب الأم، وأم أم أب الأم. | 1. فرع أبوي الميت، وهم: أولاد الإخوة والأخوات. وهو ثلاثة أنواع: 1. 1. أولاد الأخوات مطلقا، وإن نزلوا. مثل: ابن الأخت، وبنت الأخت، وابن بنت الأخت، وبنت ابن الأخت وإن نزلوا. 1. 1. بنات الإخوة مطلقا، وإن نزلوا. مثل: بنت الأخ الشقيق، وبنت الأخ لأب، وابن بنت الأخ الشقيق، أو لأب وإن نزلوا. 1. 1. أولاد الإخوة لأم وإن نزلوا. مثل: ابن الأخ لأم، وبنت الأخ لأم، وبنت ابن أخ لأم، وابن بنت الأخ لأم وإن نزلوا. | 1. فروع أحد أجداد الميت أو جداته الذين ليسوا أصحاب فرض ولا تعصيب. وهم ست أنواع: 1. 1. الأعمام لأم 1. العمات مطلقا 2. الأخوال مطلقا 3. الخالات مطلقا 2. أولاد من سبق وإن نزلوا 1. بنات أعمام الميت 2. بنات أبناء الأعمام وإن نزلوا. 3. أعمام أب الميت لأم، وأعمامه، وأخواله، وخالاته جميعا، وهؤلاء من جهة الأب. وأعمام أم الميت وعماتها وأخوالها وخالاتها جميعا، وهؤلاء من جهة الأم. 1. 1. أولاد من ذكروا في النوع السابق وإن نزلوا. 2. أعمام أب أب الميت لأم وعماته، وأخواله وخالاته، وأعمام أم أب الميت وعماتها وأخوالها وخالاتها. 3. أولاد من ذُكروا في النوع السابق وإن نزلوا. |

#### التنزيل بواسطة الوارث
| 1. الفرع المدلي بأنثى: 1. أولاد البنات=(كالبنات) 1. ابن بنت 2. بنت بنت 2. أولاد بنات الابن=(كبنات الابن) 1. أبناء بنات الابن 2. بنات بنات الابن | 1. أصل الميت المدلي بأنثى: 1. الأجداد الرحميون مثل: 1. الجد «أبو الأم»= (كالأم) 2. الجدات الرحميات مثل: 1. أم أبي الأم= (كالأم) | 1. فرع أحد أجداد الميت: 1. العمات= (كالأب) 1. العمات لأبوين 2. العمات لأب 2. العم من الأم= (كالأب) 3. الأخوال= (كالأم) 4. الخالات= (كالأم) 5. بنات الأعمام لأبوين أو لأب= (كالأعمام) 1. بنات العم لأبوين 2. بنات العم لأب 6. بنات بني الأعمام= (كبني الأعمام) 1. بنات ابن عم ق 2. بنات ابن عم لأب | 1. فرع أحد أبوي الميت: 1. ولد الأخوات= (كأمهاتهم) 1. أبناء الأخوات لأبوين 2. بنات الأخوات لأبوين 3. أبناء الأخوات لأب 4. بنات الأخوات لأب 5. أبناء الأخوات لأم 6. بنات الأخوات لأم 2. بنات الإخوة= (كالإخوة) 1. بنات الأخ لأبوين 2. بنات الإخوة لأب 3. بنات الإخوة لأم 3. بنات بني الإخوة= (كبني الإخوة) 1. بنات ابن ق 2. بنات ابن خب 4. ولد الإخوة لأم= (كالإخوة لأم) 1. أبناء خم 2. بنات خم 3. أبناء ختم 4. بنات ختم |

### مذهب أهل القرابة
مذهب أهل القرابة هو مذهب العلماء القائلين بتوريث ذوي الأرحام بطريقة القرابة كالعصبات، وهو قول أبي حنيفة وأصحابه أبو محمد الحسن وأبو يوسف وزفر، وهو المشهور في مذهب الحنفية، وأحد قولي الشافعية، وفي قول للإمام أحمد بن حنبل، لكن المرجح عند متأخري الشافعية، وفقهاء الحنابلة مذهب التنزيل. وحكم توريث ذوي الأرحام على مذهب أهل القرابة: لا يرثون إلا إذا لم يوجد معهم وارث بالفرض ولا بالتعصيب، وتوريثهم في هذه الحالة يبنى على أساس قرابتهم للميت، فيقدم الأقرب فالأقرب، ومعنى توريثهم بسبب القرابة: أن يكون توريثهم كالعصبات، إما لقرابتهم للميت بواسطة عصبة من الذكور، أو باعتبار أن ذي الرحم هو: كل قريب للميت ليس له سهم مقدر. فيستحق الواحد منهم جميع المال إذا انفرد، أو يأخذ الباقي بعد فرض أحد الزوجين، إذا لم يوجد من يرد عليه. ويتفق مذهب أهل القرابة مع مذهب أهل التنزيل في توريث ذوي الأرحام عموما، وفي توريث ذي الرحم المنفرد، فذو الرحم -عند أصحاب المذهبين- يأخذ جميع المال إذا انفرد، ويأخذ الباقي بعد فرض أحد الزوجين، ويختلف المذهبان في توريثهم عند اجتماع عدد منهم.
قال في الدر المختار: «هو كل قريب ليس بذي سهم ولا عصبة، ولا يرث مع ذي سهم ولا عصبة سوى الزوجين، فيأخذ المنفرد جميع المال، ويحجب أقربهم الأبعد.»

وحجة القائلين بهذا هي: أن ذوي الأرحام هم ذوو قرابة، وتوريهم بالأولوية العامة، لقول الله تعالى: «وأولوا الأرحام بعضهم أولى ببعض..الآية» فإذا لم يوجد مستحق بالفرض أو بالتعصيب؛ فأولوا الأرحام أولى، والعاصب ليس له سهم مقدر، وذو الرحم إما أن يكون بمنزلة العاصب، كالذكر والأنثى معا، أو الذكر وحده، أو باعتبار أنه قريب ليس له سهم مقدر كبنت البنت مثلا. والقرابة مقسمة على أربع جهات مرتبة، وهذا الترتيب مهم للتوريث بطريقة القرابة، وتظهر فائدته في تحديد أولوية الاستحقاق، كما أن لكل جهة من هذه الجهات الأربع طرق أخرى لتحديد الأولية في الاستحقاق. فيأخذ المنفرد جميع المال، وتبنى طريقة التوريث بالقرابة على قاعدة التعصيب وهي: أن التقديم بالجهة، ثم بالقرب في الدرجة، ثم بالقوة، وقد نظمها الجعبري بقوله: 
```
فيقدم صاحب الجهة المقدمة من الصنف الواحد على صاحب الجهة المؤخرة من الصنف الذي بعده، فمثلا: بنت البنت من الصنف الأول تقدم على بنت الأخت التي هي من الصنف الثالث، وهكذا على هذا الترتيب.
```

### جهات القرابة
جهات القرابة لذوي الأرحام هي: فرع الميت ثم أصله ثم فرع أبويه ثم فرع جده وجدته، على هذا الترتيب قال في كنز الدقائق: (وترتيبهم كترتيب العصبات). والمعنى: توريث ذوي الأرحام على مذهب أهل القرابة يكون على الترتيب في الإرث كترتيب العصبات، فيقدم فروع الميت كأولاد البنات وإن سفلوا، ثم أصوله كالأجداد الفاسدين والجدات الفاسدات وإن علوا، ثم فروع أبويه كأولاد الأخوات وبنات الإخوة وبني الإخوة لأم وإن نزلوا، ثم فرع جده وجدته كالعمات والأعمام لأم والأخوال والخالات وإن بعدوا.
فأصناف ذوي الأرحام على مذهب أهل القرابة أربعة هي: «جزء الميت، ثم أصله، ثم جزء أبويه، ثم جزء جديه أو جدتيه». على هذا الترتيب، فالتوريث بطريقة القرابة معناه: أن نجعلهم في التوريث كالعصبات، فيعاملون كما في الإرث بالتعصيب، وإن اختلف في هذا الباب من بعض الوجوه.

#### الصنف الأول
الصنف الأول من أصناف ذوي الأرحام بمعنى: الجهة الأولى، وإذا اجتمع واحد أو أكثر من أصحاب الصنف الأول، مع واحد أو أكثر من أصحاب الأصناف الأخرى؛ قدم صاحب الصنف الأول على من وجد معه من أصحاب الأصناف الأخرى، والصنف الأول على مذهب أهل القرابة هو: فروع الميت، وهم: أولاد البنات وإن سفلوا، وأولاد بنات الابن وإن سفلوا، في هذه الأمثلة:
- أولاد البنات مثل: ابن البنت، بنت البنت.
- أولاد بنات الابن مثل: ابن بنت الابن، بنت بنت الابن. ويأخذ المنفرد جميع المال، وإذا تعدد ذوو الأرحام؛ فالتقديم بالجهة، فأفراد الصنف الأول يقدمون على من وجد من باقي الأصناف، وإذا كانت جهتهم واحدة؛ فالتقديم بالقرب، فأولاهم بالميراث أقربهم إلى الميت، فبنت البنت أولى من بنت بنت البنت، وإن كان أحدهما أقرب والآخر ولد الوارث؛ لا يكون أولى على الأصح، فبنت بنت بنت أولى من بنت بنت ابن الابن باعتبار القرب. وإذا اتحدت درجتهم في القرب؛ قدم ولد الوارث، فبنت بنت الابن أولى من بنت بنت البنت؛ لأن أمها وارثة، وبنت بنت الابن أولى من ابن ابن بنت. وإذا اتحدت درجتهم في القرب وليس فيهم ولد الوارث:
  - إن كانوا ذكورا فقط؛ فالمال بينهم بالسوية
  - إن كانوا إناثا فقط؛ فالمال بينهم بالسوية
  - إن كانوا مختلطين أي: ذكورا وإناثا؛ فللذكر مثل حظ الأنثيين، إذا اتفقت صفة الأصول في الذكورة والأنوثة، واتفقت أبدان الفروع في صفة الذكورة والأنوثة، مثل: ابن بنت بنت، وبنت بنت بنت. وإذا اختلفت صفة الأصول؛ ففيه قولان عند الحنفية فعند أبي يوسف يعتبر أبدان الفروع، وعند محمد يقسم على أعلى بطن اختلف، ثم ما أصاب كل بطن فهو لولده.[4]

أفراد الصنف الأول: فرع الميت ويشمل نوعين: الأول: أولاد البنات وإن سفلوا، والولد: الأبناء والبنات، وهو إما ولد مباشر وهو: أبناء البنت، وبنات البنت، وإما ولد غير مباشر وهو المدلي بفرع أو أكثر، مثل: ابن بنت البنت وبنت بنت البنت، أو ابن بنت بنت بنت بنت.. أو بنت بنت بنت بنت بنت.. النوع الثاني: أولاد بنات الابن وإن سفلوا، مثل: ابن بنت الابن، وبنت بنت الابن، ومعنى سفل أي: نزل في الدرجة، مثل: أولاد بنات ابن ابن الابن.. أو أولاد بنات بنت بنت البنت.. وأفراد النوعين من الصنف الأول مهما نزلوا في الدرجة جميعهم في جهة واحدة، ويأخذ المنفرد منهم جميع المال، وإذا تعددوا؛ فالتقديم بالدرجة ثم بالقوة.(1)

#### حالات التوريث
حالات التوريث للصنف الأول، بحسب الانفراد والاجتماع، فإما أن يوجد واحد منهم فقط، وإما أن يوجد معه غيره، فالواحد من أفراد هذا الصنف يأخذ جميع المال إذا انفرد، وإذا كان معه غيره؛ فله حالتان، الحالة الأولى: أن يوجد مع أحد أفراد هذا الصنف ذو رحم من الأصناف الأخرى، فعلى مذهب أهل القرابة يقدم من وجد من الصنف الأول، ويكون أولى ممن يوجد معه من باقي الأصناف، فيحجبهم ولا يرثون معه، ويسمى هذا: التقديم بالجهة. الحالة الثانية: أن يجتمع اثنان أو أكثر من أفراد الصنف الأول، وفي هذه الحالة إما أن يكون لبعضهم قوة في القرب، وصورته: أن يكون أحدهما ولد وارث، والآخر ولد غير وارث، مثل: بنت بنت الابن فهي أول من بنت بنت البنت؛ لأن بنت الابن من الورثة، وبنت البنت ليست من الورثة، ويسمى هذا: التقديم بالقوة، وإما أن يكون بعضهم أقرب درجة، عند تفاوت درجاتهم، ويسمى هذا: التقديم بالدرجة.

##### تفاوت الدرجة
تفاوت الدرجة هو اختلاف عدد الأصول المدلى بهم، فمثلا: بنت البنت تدلي بـالبنت، فهي أقرب درجة من بنت بنت البنت التي تدلي بـبنت البنت فإذا تفاوتت درجات الصنف الأول؛ فأولاهم بالميراث أقربهم إلى الميت، فيقدم الأقرب ولو أنثى، حتى وإن كان ولد غير وارث، على الأبعد في الدرجة وإن كان ولد وارث، فبنت البنت أولى من بنت بنت البنت. إن كان أحدهما أقرب، والآخر ولد الوارث لا يكون أولى، وفي الذخيرة في أصح القولين حتى إنه إذا ترك بنت بنت البنت وبنت بنت ابن ابن كان بنت بنت البنت أولى لكونها أقرب.
| مسألة       | سهام | مسألة       | سهام | مسألة       | سهام | مسألة       | سهام |
| ----------- | ---- | ----------- | ---- | ----------- | ---- | ----------- | ---- |
| مثال        | 1    | مثال        | 1    | مثال        | 1    | مثال        | 1    |
| بنت بنت     | 1    | ابن بنت     | 1    | بنت بنت     | 1    | بنت بنت     | 1    |
| بنت بنت بنت | -    | ابن بنت بنت | -    | ابن بنت بنت | -    | ابن بنت ابن | -    |

| مثال            | سهام | مثال |
| --------------- | ---- | ---- |
| بنت بنت         | 1    |      |
| بنت بنت ابن ابن | -    |      |

##### استواء الدرجة
استواء درجة القرب في الصنف الأول بمعنى: عدم التفاوت في درجة القرب، فبنت البنت مع بنت بنت مثلها، أو مع ابن بنت، كلهم في درجة واحدة. وفي هذه الحالة يكون: التقديم بالقوة إن وجدت باعتبار الأصول والتفضيل باختلاف ابدان الفروع، ولا يكون التقديم هنا بالجهة؛ لأن جهة البنوة واحدة، كما أن درجتهم في القرب واحدة، وكل فرد منهم إما أن يكون ذكرا أو أنثى، وإما أن يكون بعضهم ولد وارث، وبعضهم ولد غير وارث، أو أن يكون كلهم ولد وارث، أو كلهم ولد غير وارث، فهذه ثلاثة أحوال:

#### بعضهم ولد وارث
إن استووا في القرب، وبعضهم ولد وارث دون البعض؛ فمن كان ولد الوارث فهو أولى مثاله إذا ترك بنت بنت بنت، وبنت بنت ابن فالمال لبنت بنت الابن؛ لأن أمها وارثة، وكذلك إذا ترك ابن ابن بنت، وبنت بنت ابن فالمال لبنت بنت الابن.

##### استواء الدرجة (مثال)
| مثال        | سهام | مثال        | سهام | مثال        | سهام |
| ----------- | ---- | ----------- | ---- | ----------- | ---- |
| ذكور        | 2    | إناث        | 2    | مختلطين     | 3    |
| ابن بنت ابن | 1    | بنت بنت ابن | 1    | ابن بنت ابن | 2    |
| ابن بنت ابن | 1    | بنت بنت ابن | 1    | بنت بنت ابن | 1    |

| ذكور        | سهام | إناث        | سهام | مختلطين     | سهام |
| ----------- | ---- | ----------- | ---- | ----------- | ---- |
| مثال        | 2    | مثال        | 2    | مثال        | 3    |
| ابن بنت بنت | 1    | بنت بنت بنت | 1    | ابن بنت بنت | 2    |
| ابن بنت بنت | 1    | بنت بنت بنت | 1    | بنت بنت بنت | 1    |

#### استووا في الدرجة وكلهم ولد وارث أو كلهم ولد غير وارث
إن استووا في القرب وليس وفيهم ولد وارث، أو كلهم ولد وارث؛ فهاتان حالتان عند عدم التفاوت، أي: عند الاستواء في الدرجة، إن كان جميعهم ولد وارث، مثل: أولاد البنات، وأولاد بنات الابن، أو جميعهم ولد غير وارث، مثل: أولاد بنات البنت، وفي الحالين إما أن تتفق صفة الأصول في الذكورة أو الأنوثة أو تختلف، فإن اتفقت فالقسمة على أبدان الفروع اتفاقا بالسوية إن كانوا ذكورا فقط أو إناثا فقط كابن بنت ابن مع مثله أي مع ابن بنت ابن آخر وكبنت بنت بنت مع مثلها وللذكر كالأنثيين إن كانوا مختلطين كابن بنت وبنت بنت.

#### جدول استواء الدرجة
| مثال        | سهام | مثال        | سهام | مثال        | سهام |
| ----------- | ---- | ----------- | ---- | ----------- | ---- |
| ذكور        | 2    | إناث        | 2    | مختلطين     | 3    |
| ابن بنت ابن | 1    | بنت بنت ابن | 1    | ابن بنت ابن | 2    |
| ابن بنت ابن | 1    | بنت بنت ابن | 1    | بنت بنت ابن | 1    |

| مثال        | سهام | مثال        | سهام | مثال        | سهام |
| ----------- | ---- | ----------- | ---- | ----------- | ---- |
| ذكور        | 2    | إناث        | 2    | مختلطين     | 3    |
| ابن بنت بنت | 1    | بنت بنت بنت | 1    | ابن بنت بنت | 2    |
| ابن بنت بنت | 1    | بنت بنت بنت | 1    | بنت بنت بنت | 1    |

| مثال        | سهام | مثال        | سهام | مثال        | سهام |
| ----------- | ---- | ----------- | ---- | ----------- | ---- |
| مثال        | 1    | مثال        | 1    | مثال        | 1    |
| ابن بنت بنت | -    | ابن بنت بنت | -    | بنت بنت ابن | 1    |
| بنت بنت ابن | 1    | ابن بنت ابن | 1    | بنت بنت بنت | -    |

##### اتفاق صفة الأصول
فالمال يقسم بينهم بالسوية في صورتين: إن كانوا ذكورا كلهم أو إناثا كلهم، وفي الصورة الثالثة: إن كانوا مختلطين، أي: ذكورا وإناثا؛ فللذكر مثل حظ الأنثيين والحكم هنا بالاتفاق لكن بشرط أن تتفق صفة الأصول في الذكورة والأنوثة، والمقصود بالأصول الآباء والأمهات، وتتفق صفة أبدان الفروع في الذكورة والأنوثة.
| مثال        | سهام | مثال        | سهام | مثال        | سهام |
| ----------- | ---- | ----------- | ---- | ----------- | ---- |
| إناث        | 2    | ذكور        | 2    | مختلطين     | 3    |
| بنت بنت بنت | 1    | ابن بنت بنت | 1    | ابن بنت بنت | 2    |
| بنت بنت بنت | 1    | ابن بنت بنت | 1    | بنت بنت بنت | 1    |

| مثال        | سهام | مثال        | سهام | مثال        | سهام |
| ----------- | ---- | ----------- | ---- | ----------- | ---- |
| ذكور        | 2    | إناث        | 2    | مختلطين     | 3    |
| ابن بنت ابن | 1    | بنت بنت ابن | 1    | ابن بنت ابن | 2    |
| ابن بنت ابن | 1    | بنت بنت ابن | 1    | بنت بنت ابن | 1    |

فله حالتان:
1. كلهم ولد وارث:
2. كلهم ولد غير وارث:

- - وفي الحالتين إن اتفقت صفة الأصول؛ فالقسمة على أبدان الفروع اتفاقا: بالتسوية إن كانوا ذكورا فقط مثل: ابن بنت ابن مع مثله، أو إناثا فقط كابن بنت مثل: بنت بنت بنت مع مثلها، وللذكر كالأنثيين إن كانوا مختلطين ذكورا وإناثا، مثل: ابن بنت وبنت بنت.[18]

##### اختلاف صفة الأصول
إذا اختلفت صفة الأصول في بطن أو أكثر، فإما أن تتوحد الفروع بأن يكون لكل أصل فرع واحد، وإما أن تتعدد، وفي الحالين إما أن يكون في الفروع ذو جهتين أو لا، فأن توحدت الفروع، وليس فيهم ذو جهتين؛ فأبو يوسف قسم على أبدان الفروع، ومحمد يقسم على أعلى بطن اختلف وهو هنا الثاني ويجعل لكل فرع ما أصاب أصله إن لم يقع بعده اختلاف، مثل: بنت ابن بنت وابن بنت بنت، فعلى قول أبي يوسف: لبنت ابن البنت ثلث، ولابن بنت البنت ثلثان، وعلى قول محمد: لبنت ابن بنت الثلثان، -نصيب أبيها- ولابن بنت بنت الثلث نصيب أمه، فهو عكس ما قسمه أبو يوسف.

##### جدول (5)
| مثال        | سهام    | سهام   | مثال        | سهام    | سهام   |
| ----------- | ------- | ------ | ----------- | ------- | ------ |
| مسألة       | الأبدان | الأصول | مسألة       | الأبدان | الأصول |
| بنت ابن بنت | 1       | 2      | ابن ابن بنت | 2       | 2      |
| بنت بنت بنت | 1       | 1      | بنت بنت بنت | 1       | 1      |
| مجموع=      | 2       | 3      | مجموع=      | 3       | 3      |

| مثال        | سهام    | سهام   | مثال        | سهام    | سهام   |
| ----------- | ------- | ------ | ----------- | ------- | ------ |
| مسألة       | الأبدان | الأصول | مسألة       | الأبدان | الأصول |
| بنت ابن بنت | 1       | 2      | ابن ابن بنت | 2       | 2      |
| بنت ابن بنت | 1       | 2      | ابن ابن بنت | 2       | 2      |
| ابن بنت بنت | 2       | 1      | بنت بنت بنت | 1       | 1      |
| مجموع=      | 4       | 5      | مجموع=      | 5       | 5      |

| مثال        | سهام    | سهام   | مثال         | سهام    | سهام   |
| ----------- | ------- | ------ | ------------ | ------- | ------ |
| مسألة       | الأبدان | الأصول | مسألة        | الأبدان | الأصول |
| بنت ابن بنت | 1       | 2      | ابن بنت بنت  | 2       | 1      |
| بنت بنت بنت | 1       | 1      | بنتي ابن بنت | 2       | 4      |

#### الصنف الثاني
الصنف الثاني: أصل الميت، وهو: الأجداد الساقطون، والجدات الساقطات، وإذا تفاوتت درجاتهم؛ قدم الأقرب، -ولو أنثى مدلية بغير وارث والأبعد ذكرا مدليا بوارث- وسواء كان من جهة الأب أو من جهة الأم، مثل: أم أبي الأم أولى من أبي أبي أم الأم.

#### الصنف الثالث
الصنف الثالث: جزء أبويه وهم: أولاد الأخوات لأبوين أو لأب وأولاد الإخوة والأخوات لأم وبنات الإخوة لأبوين أو لأب وإن نزلوا ويقدم الجد عليهم خلافا لهما بهذه الصورة: أخ لأب أخت لأب أخت لأبوين أخت لأم بنت ابن بنت ابن ابن بنتي بنت.

#### الصنف الرابع
الصنف الرابع: جزء جديه أو جدتيه وهم: الأخوال والخالات والأعمام لأم والعمات وبنات الأعمام وأولاد هؤلاء، ثم عمات الآباء والأمهات، وأخوالهم وخالاتهم، وأعمام الآباء لأم وأعمام الأمهات كلهم، وأولاد هؤلاء وإن بعدوا بالعلو أو السفول ويقدم الأقرب في كل صنف.